# DB(A)

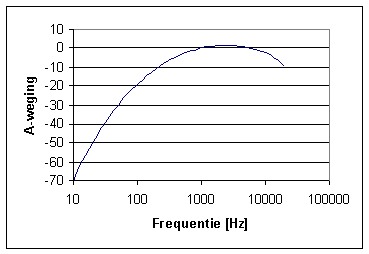
De A-weging.

De dB(A) is de eenheid waarin de sterkte van het geluid in verreweg de meeste gevallen wordt weergegeven. De dB(A) is afgeleid van de gewone decibel, maar corrigeert de geluidssterktes voor de gevoeligheid van het (menselijk) oor. Deze is namelijk voor de verschillende frequenties van het geluid niet gelijk. In de figuur hiernaast is deze weging weergegeven. Bij 1000 Hz wordt geen correctie uitgevoerd, de weging is daar 0 dB. Bij 10 Hz (helemaal links in de grafiek) bedraagt de weging -70 dB. Dat betekent dat een mens een toon van 10 Hz veel zachter hoort dan een toon van 1000 Hz met dezelfde fysische geluidssterkte, namelijk 70 dB zachter. Mensen zijn dan ook bijna doof voor zulke lage tonen.
Een verhoging van de geluidssterkte met 1 dB is voor het menselijk gehoor bij heel goed concentreren en luisteren nog nét waarneembaar.

## Oor heeft geen vlakke respons over de frequenties
Een geluidsmeter met een "vlakke" respons zal de sterkte van het geluid met lage toonhoogte (bijvoorbeeld 100 Hz) even hard meten als het geluid met hoge toonhoogte (bijvoorbeeld 1000 Hz). Voor het menselijk oor klinkt die lage toon echter zachter. Het trommelvlies samen met de hamer, het aambeeld en de stijgbeugel gedragen zich als een mechanisch filter met een bepaalde frequentieband. De "-3 dB" frequenties van dit filter bedragen 500 Hz aan de lage kant, en 8000 Hz aan de hoge kant. Daarom wordt vaak bij geluidsmetingen een elektronisch filter gebruikt dat net zo verzwakt als het menselijk oor. Bij wegingscurves A en C staat een tabel met deze filter "weging", de A-weging. Geluid dat is gemeten met dit A-filter wordt uitgedrukt in dB(A).
De respons van het oor is in werkelijkheid echter complexer dan wordt uitgedrukt in de dB(A). Een exactere weergave hiervan is op grond van de phon. De A-weging is gebaseerd op de curves van gelijke geluidswaarneming van ca. 20-40 phon.

## Oor is ook niet lineair
De menselijk ervaring van luidheid ten opzichte van frequentie is ook niet evenredig met de sterkte van het geluid. Als het geluid erg hard is (100 dB of meer), dan is de ervaring van de luidheid constanter over het hoorbare frequentiegebied (het filter is dan vlakker). Dan kunnen de "B"- en de "C"-weging gebruikt worden. In de praktijk worden deze wegingen echter maar weinig gebruikt. In de A-weging zit dit effect dus niet verwerkt.

## Historie
De eerste poging voor een standaard voor geluidsmeters (Z24.3) werd gepubliceerd door de American Standards Association (ASA - nu American National Standards Institute ANSI) in 1936, gesponsord door de Acoustical Society of America. In deze standaard stonden 2 frequentiewegingscurves, "A" en "B" die waren gebaseerd op het karakter van het menselijk oor voor lage respectievelijk hogere geluidsniveaus.

## Wetgeving en dB(A)
Met de komst van diverse wetten, zoals de inmiddels vervallen Hinderwet (nl), de Wet geluidhinder (nl) en de Arbeidsomstandighedenwet (nl), werd de A-weging in feite aangenomen als de "juiste" weging. Hetzelfde gebeurde in de VS met de Walsh-Healy act in 1969. Met de A-weging kan het geluid in één getal worden uitgedrukt, in plaats van als een spectrum, dat veel moeilijker te begrijpen is voor niet-deskundigen. Bij het ontwikkelen van geluidsreducerende maatregelen en gehoorbescherming is informatie over het gehele geluidspectrum (bij alle frequenties dus) vaak wel noodzakelijk.

## Referentie
1. ↑  Het begrip dB(A)

bioakoestiek · geluid · decibel · dB(A) · geluidsdruk · geluidsintensiteit · geluidssnelheid · geluidsgolf · ultrageluid · laagfrequent geluid · infrageluid · puntbron · lijnbron · gehoordrempel · gehoorschade · geluidshinder · elektroakoestiek